# Francisco Duarte de Almeida Araújo
Francisco Duarte de Almeida Araújo CvSE • CvNSC (10 de outubro de 1816 — 1877) foi um escritor português natural de Lagos que deixou um elevado número de obras de sua autoria.
Dirigiu e colaborou em jornais defensores da política cabralista. Ainda na área da imprensa, encontra-se colaboração da sua autoria no semanário Ilustração Luso-Brasileira  (1856-1859).  Desempenhou o cargo de redactor da Câmara dos Pares.
No fim da sua vida desenvolveu um problema de alcoolismo. Morreu em 1877.

## Obras
- 1640, ou, A Restauração de Portugal (1861)[4]